# Драган Цанков (булевард в София)
„Драган Цанков“ е голям булевард в София. Наречен е на българския политик Драган Цанков.
Простира се от кръстовището с бул. „Христо и Евлоги Георгиеви“, на север от което започва ул. „Граф Игнатиев“, до кръстовището с бул. „Д-р Г. М. Димитров“, след който се разделя на два булеварда: единият е бул. „Свети Климент Охридски“, продължаващ към жк. Дървеница и квартал Малинова долина, а другият е новият пробив, свързващ бул. „Г. М. Димитров“ с бул. „Андрей Сахаров“ и жк. Младост-1. По него на естакада минава и метрото, като на самата естакада е разположена и Метростанция Мусагеница. Под пресечката на бул. „Драган Цанков“ с бул. „Христо и Евлоги Георгиеви“ преминава Перловската река.
На кръстовището на „Драган Цанков“ и бул. „Пейо Яворов“ е разположена телевизионната кула „София“. Оттам до кръстовището с бул. „Г. М. Димитров“ други забележителности са Руското посолство, парк-хотел „Москва“, градинката в чест на Хосе Марти, Интерпред (Световен търговски център – София), както и намиращата се в близост административна сграда КАТ. Между Интерпред и кръстовището с бул. „Г. М. Димитров“ по съществуващия мост на бул. „Драган Цанков“, където в миналото минаваше трамвайна линия, е изградена естакада, по която сега се движат влаковете на Първи метродиаметър на Софийското метро.
По протежението на булеварда се намират някои важни сгради и забележителности на София. В началото на булеварда се намират сградите на Строителния техникум „Христо Ботев“, Българското национално радио и Биологическия факултет на СУ. В непосредствена близост са и Университетът по архитектура, строителство и геодезия и Софийският районен съд. Недалеч се намира и Софийската духовна семинария.
Непосредствено от началото на булеварда при бул. „Христо и Евлоги Георгиеви“ до Интерпред е изграден подземен тунел, минаващ под булеварда, който първоначално е бил предвиден за трамвай с междурелсие 1435 мм, минаващ под земята. Впоследствие този тунел е използван за построяването на сега действащото трасе на метрото в участъка между Метростанция Стадион „Васил Левски“ и Метростанция Ф. Жолио Кюри.